# Citroën BX
El Citroën BX es un automóvil del segmento D producido por el fabricante francés Citroën entre los años 1982 y 1994. Se trata de un vehículo de líneas angulosas, con la luna trasera muy tendida y quinta puerta posterior. El diseño del italiano Marcello Gandini (cuando trabajaba en Bertone) queda patente en el corte del paso de rueda trasero (algo parecido al anterior Maserati Quattroporte). En 1984 apareció un modelo break, denominado "Evasión" en muchos mercados. En ese mismo año, el BX fue nombrado Coche del Año en España.
El BX fue sustituido en 1993 por el Citroën Xantia, si bien la carrocería "Break-Evasion" siguió en el mercado hasta un año después. Protagonizó una gran competencia en los últimos años con su hermano menor, el Citroën ZX, de técnica más convencional, pero de concepción más moderna. Durante sus 12 años de producción, se fabricaron en total 2.315.739 unidades.

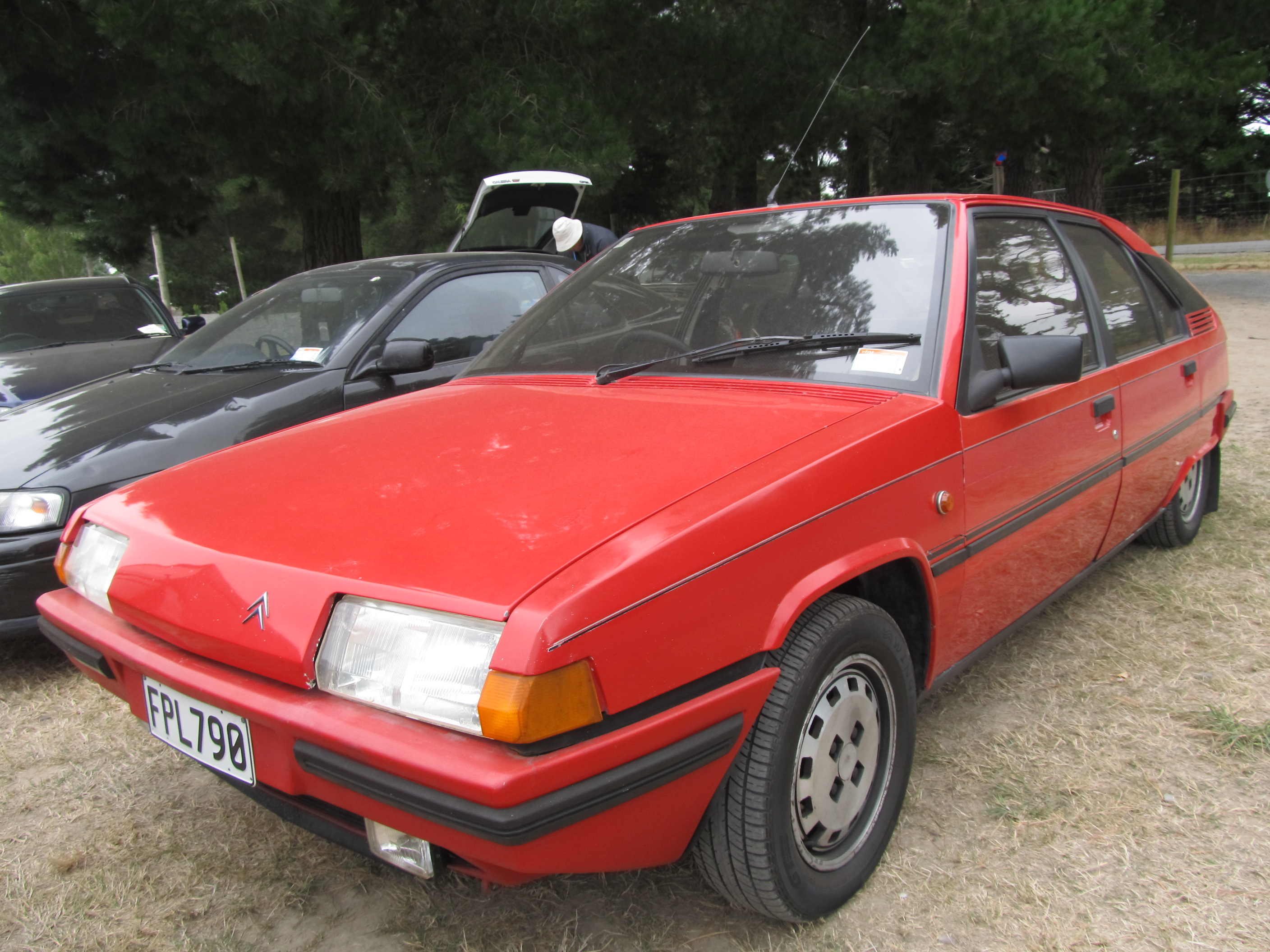
Citroën BX19 GT (1986)

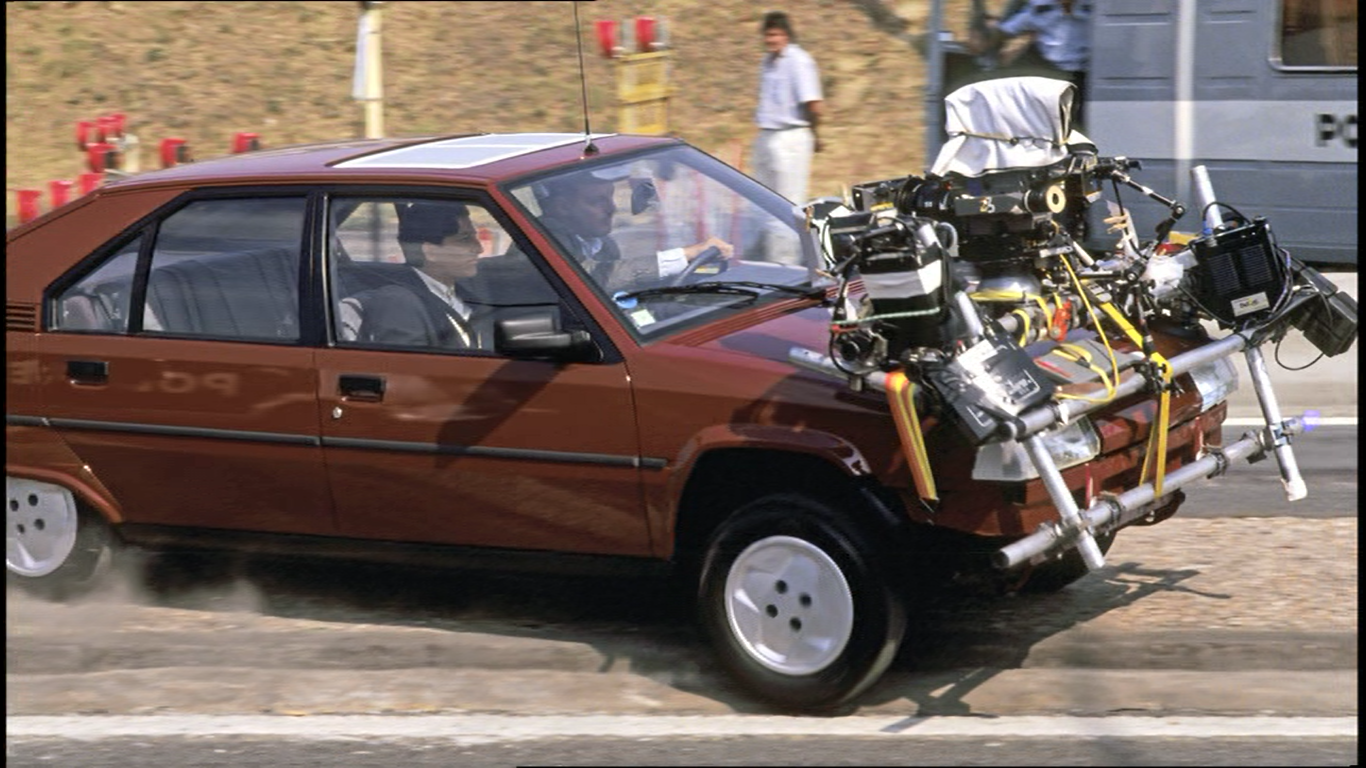
Citroën BX 16 TGS color rojo Delage, en el rodaje de la película Operación Chuleta de Ternera.

## Nomenclaturas y definiciones
La nomenclatura de las versiones venía dada por dos datos: un número de dos dígitos y una combinación de letras. La primera cifra indicaba la cilindrada del vehículo, mientras que las letras daban una idea del nivel de equipamiento y motorización. Por ejemplo, un BX 19 RD llevaba un motor 1.900 (19), un nivel de acabado medio-bajo (R) y mecánica diésel (D). La gama de motorizaciones abarca desde sencillas mecánicas de gasolina hasta modernos Turbo diésel.

### Equipamiento
| Variante   | Definición                                                                | Características                                                                      |
| ---------- | ------------------------------------------------------------------------- | ------------------------------------------------------------------------------------ |
| Normal / T | Nivel mínimo de equipamiento                                              | BX TD: Básico y diésel, motor 1.769 (no confundir con Turbo D)                       |
| R          | Nivel básico de equipamiento                                              | BX 14 RE. Conlleva limpialuneta posterior, asiento trasero partido.                  |
| TG - TR    | Nivel intermedio de equipamiento                                          | BX 19 TRS. Implica elevalunas eléctricos, cierre centralizado.                       |
| TZ         | Nivel máximo de equipamiento                                              | BX 19 TZS. 4 elevalunas eléctricos, espejos eléctricos, faros antiniebla delanteros. |
| GT         | Equivalente al TZ con matices deportivos. Solo para motores 1.9 gasolina. | BX GTi. Instrumentación de 6 relojes, asientos especiales.                           |

### Motorizaciones
| Variante | Definición   | Características                                                                                 |
| -------- | ------------ | ----------------------------------------------------------------------------------------------- |
| E        | Economía     | BX 14 E. Llamaban así a los motores 1.400 y a los 1.600 rebajados (15) sin presencia en España. |
| S        | Sport        | BX 16 RS. Sería un BX 1.600 gasolina de equipo medio-bajo.                                      |
| I        | Inyección    | BX 19 TZi. BX 1.900 gasolina de inyección con equipamiento elevado.                             |
| D        | Diésel       | BX 19 TRD. Sería un BX 1.900 Diésel sin turbo con equipamiento medio.                           |
| D Turbo  | Diésel Turbo | BX TZD Turbo. Modelo turbodiésel con equipamiento medio-alto. Motor de 1.769 cc.                |

## Carrocerías
Existió en dos carrocerías, tanto cinco puertas fastback como familiar, también de cinco puertas. En los BX de primera serie, los intermitentes delanteros eran de una altura inferior al faro y de color amarillo, mientras que en la segunda estos adoptaron el color blanco y la misma altura que el faro. Los pilotos traseros de la primera y segunda versiones coincidieron, si bien en la última (la posterior a 1990) llevaba los pilotos traseros ahumados, al estilo del recién aparecido ZX. En el familiar los cambios fueron de la misma índole, y era construido por el célebre carrocero francés Heuliez.
El interior de los coches de los años 80 estaban realizados utilizando muchos materiales plásticos. En el exterior muchos fabricantes cambiaron a la fibra de vidrio para algunas partes, como los parachoques a causa de su poco peso y deformabilidad. Citroën fue más lejos que la mayoría con el BX, al elegir hacer, no solo los parachoques de plástico, sino también el capó, portón trasero y en la primera serie el pilar C dotado de una ventana de color gris.

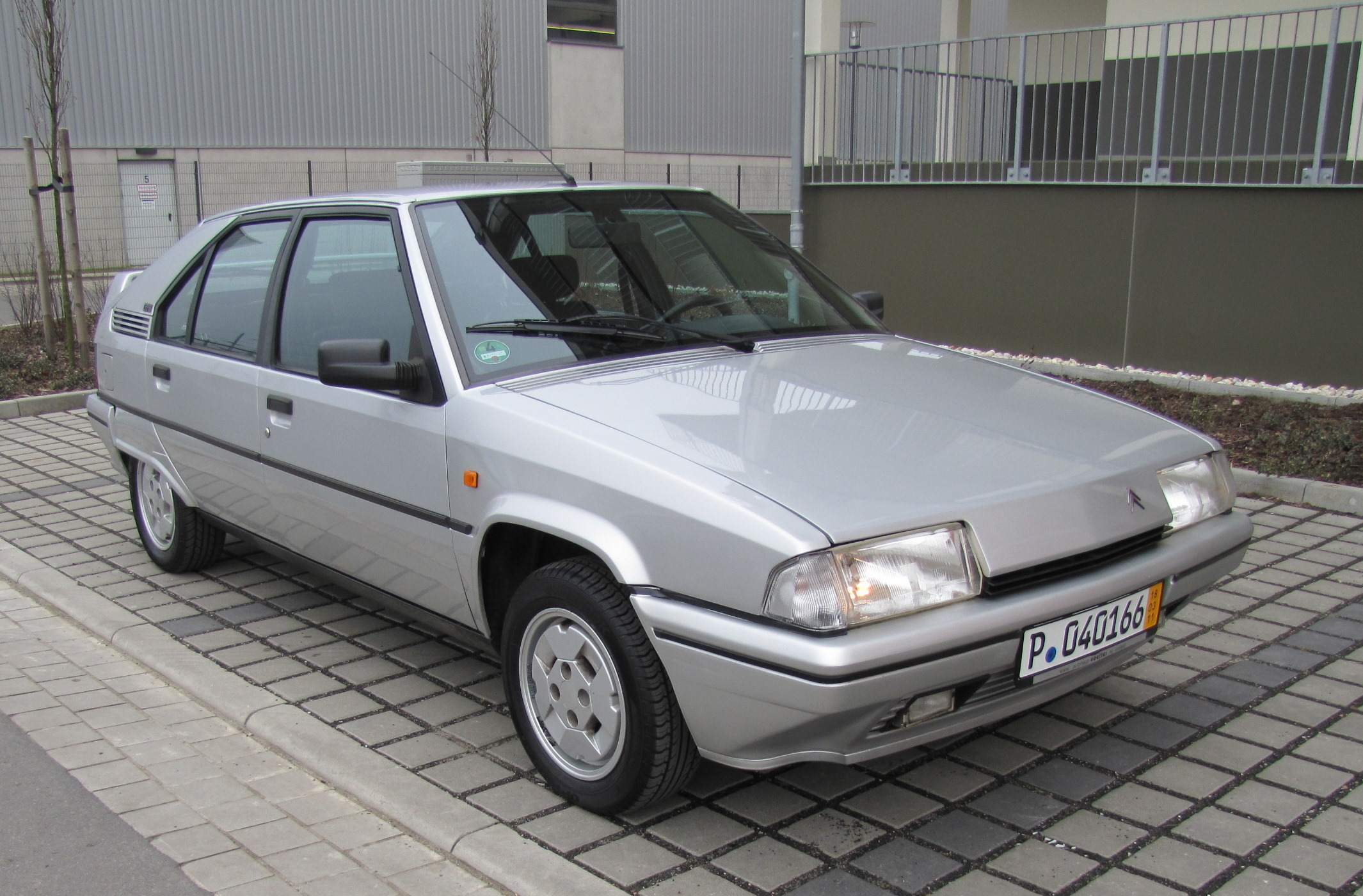
Citroën BX Segunda serie
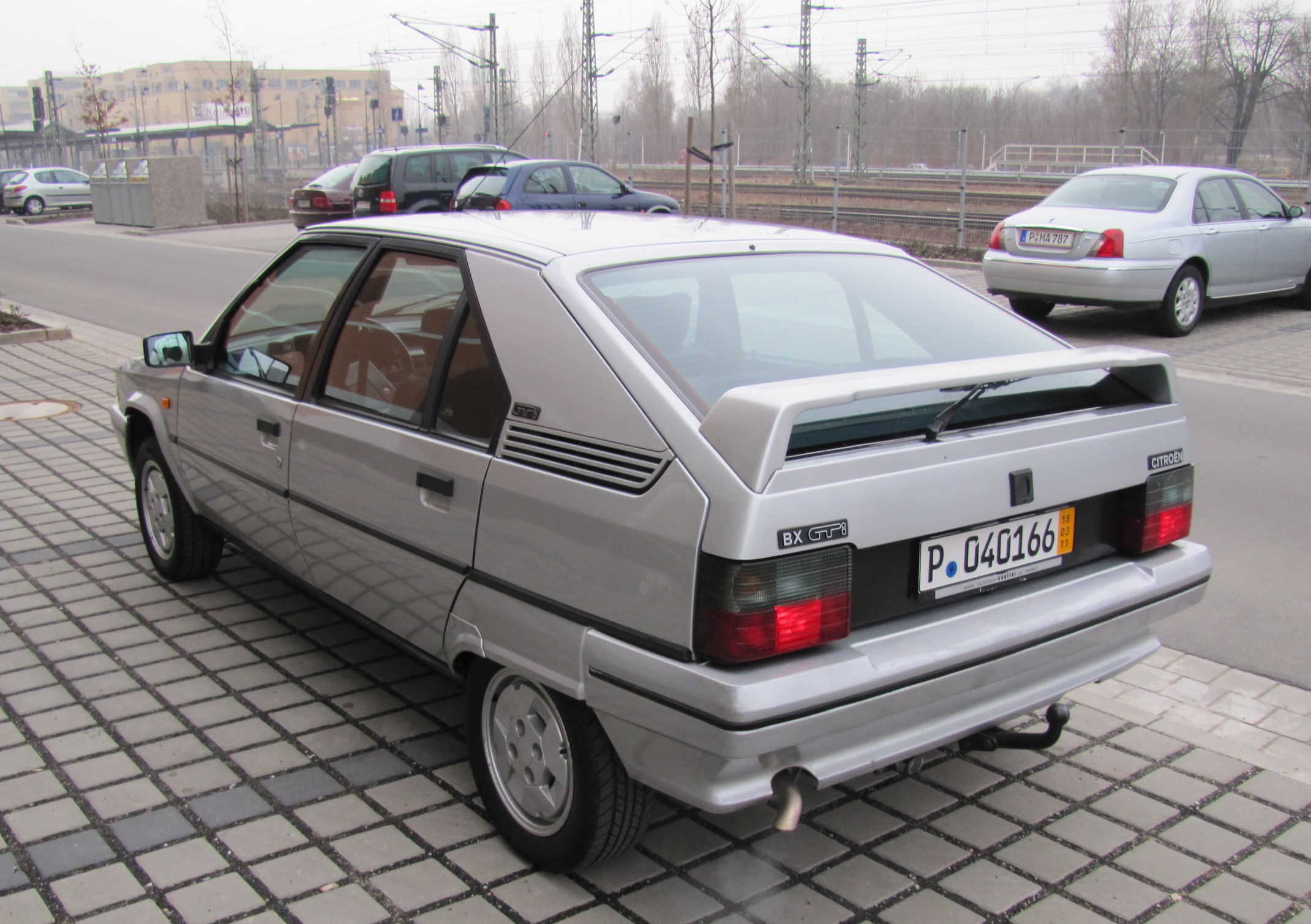
Citroën BX segunda serie vista posterior.
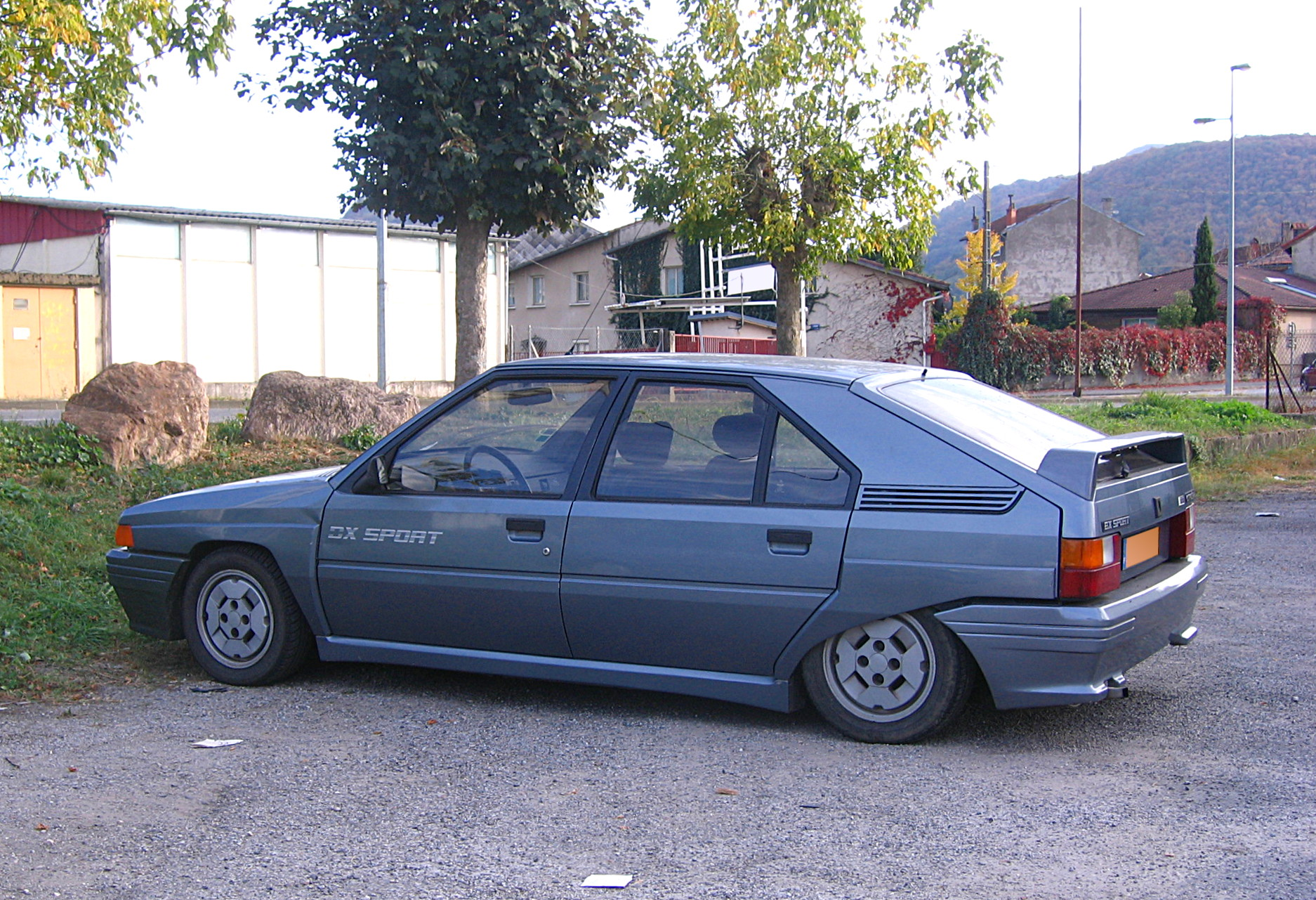
Citroën BX Sport .
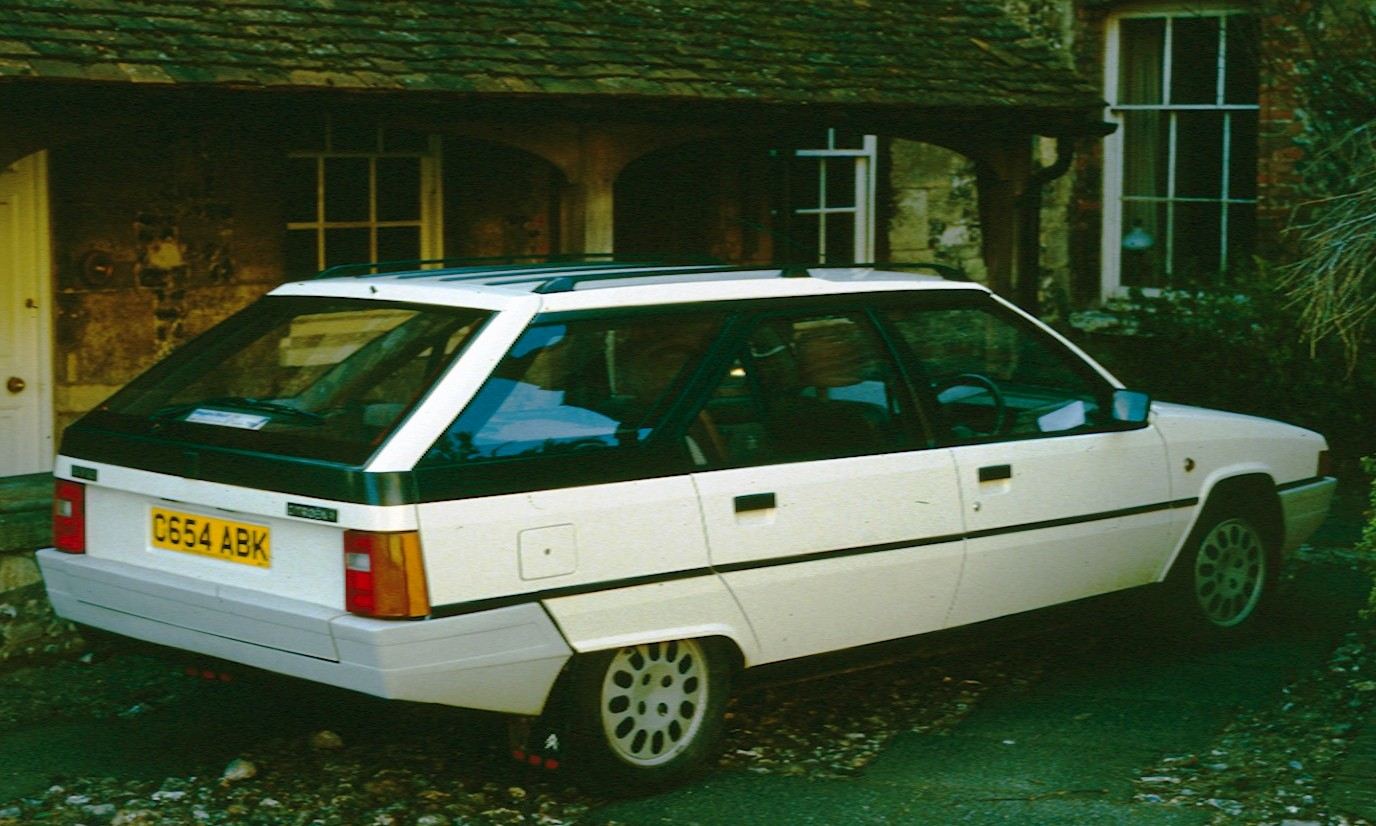
Citroën BX familiar.

## Mecánica

### Motores
Todos los motores iban montados sobre el eje delantero en disposición transversal con inclinación a 41 grados hacia atrás.
En los motores de gasolina hubo versiones de carburación y de inyección. Las primeras se distinguían por ir nombradas con las letras E o S (ej: BX 14 RE, BX 16 TRS) y las de inyección, por llevar la letra I (ej: BX GTi, BX 19 TGI).
| Nombre comercial | Cilindrada real              | Rango potencias | Comentario |
| ---------------- | ---------------------------- | --------------- | --- |
| 11 gasolina      | 1.124 cm{\displaystyle ^{3}} | 55 a 60 CV      | Solo disponible en países donde la fiscalidad afectaba a la cilindrada (Italia, Grecia, Portugal). |
| 14 gasolina      | 1.360 cm{\displaystyle ^{3}} | 60 a 72 CV      | El modelo base se llamaba BX a secas. Contaba con 60 CV y 4 marchas. El 14 de 72 CV fue muy popular en España [cita requerida], al ser base de muchas versiones especiales.                                      |
| 15 gasolina      | 1.580 cm{\displaystyle ^{3}} | 74 a 88 CV      | Estas versiones no llegaron a España. Se trataba del motor 16 con menor potencia. |
| 16 gasolina      | 1.580 cm{\displaystyle ^{3}} | 90 a 95 CV      | Tal vez la versión más extendida de todas [cita requerida], concretamente el BX 16 TRS. |
| 17 Diésel        | 1.769 cm{\displaystyle ^{3}} | 60 CV           | Motor común a varios modelos del grupo PSA como el Citroën Visa o el Peugeot 205. Disponible con 4 y 5 marchas. Este 17 nunca apareció en la placa identificativa: su nombre era BX D.                           |
| 17 Turbo Diésel  | 1.769 cm{\displaystyle ^{3}} | 90-92 CV        | Sobre la base del motor anterior se instalan un turbo y un intercooler. Como todos los motores Diésel del BX, era inyección en precámara.                                                                        |
| 19 Diésel        | 1905 cm{\displaystyle ^{3}}  | 65 a 71 CV      | Muy apreciado por profesionales del volante (taxistas, comerciales) por sus buenas prestaciones y sobre todo, por su bajísimo consumo [cita requerida]. Este motor se vendió en los niveles de acabado posibles. |
| 19 gasolina      | 1905 cm{\displaystyle ^{3}}  | 105 a 160 CV    | El más prolífico[cita requerida]. Hubo versiones de 105, 123 y 160 CV. Las dos últimas llevaban el apellido GTi, con culata de 16 válvulas la segunda.                                                           |

### Transmisión
Los BX dispusieron mayoritariamente de tracción delantera y caja de cinco velocidades, si bien existió una versión 4x4. Esta estuvo disponible en carrocería normal y familiar. En España, el motor asociado era el 1.9 de 105 CV. En Europa también se combinó con el motor 19 GTi 123 CV y 1.9 GTI 16v de 160cv,También existió un motor turbodiésel asociado a esta transmisión [cita requerida].
Existían variantes de caja automática de convertidor hidráulico de par con cuatro velocidades.

### Suspensión
Una de las peculiaridades del coche era la suspensión hidroneumática, típica de los Citroën de gama media-alta a partir de los años 60. Este tipo de suspensión permite elevar o bajar el coche a voluntad, desde dejarlo prácticamente a ras de suelo como elevarlo lo suficiente para facilitar la operación de cambio de rueda. Se accedía a ella en una palanca situada en la consola del freno de mano, con cuatro posiciones distintas (Aparcamiento, Normal, Uso Especial para carreteras de firme degradado o pistas y Cambio de rueda).
El circuito hidroneumático alimentaba suspensiones, frenos y en su caso, dirección asistida. Iba alimentado por el fluido LHM (Líquido Hidráulico Mineral) de Citroën.

## Interiores y equipamiento

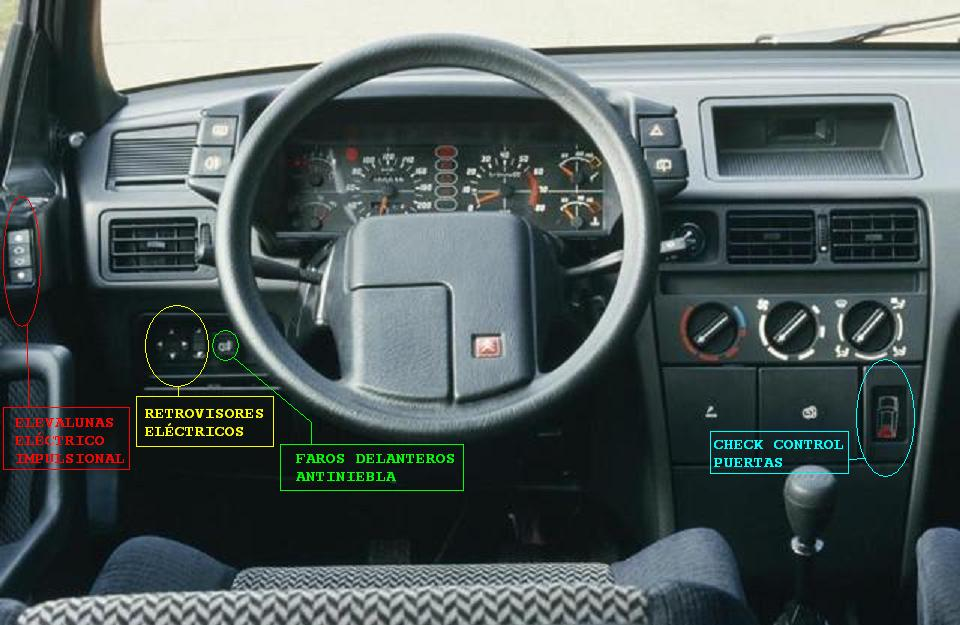
Tablero del último modelo, en concreto de un BX GTi.

De 1982 a 1986 llevó un curioso salpicadero con cuadro de mandos por esferas y no indicadores convencionales, así como los satélites para controlar los distintos mandos -intermitentes, limpiaparabrisas, luces...- muy al estilo del Visa. La revisión del modelo de 1986 dio lugar a un interior mucho más convencional. 
El equipamiento incluía (según versiones) aire acondicionado con reciclaje, elevalunas eléctricos delanteros y/o traseros, cierre centralizado (con mando a distancia en las versiones más equipadas), cuentarrevoluciones, dos guanteras con tapa, faros delanteros antiniebla, limpia-lava luneta posterior, dirección asistida, llantas de aleación, panel de control esquemático de puertas abiertas o mal cerradas, asiento posterior abatible 1/3 - 2/3, reposacabezas traseros, faros halógenos, espejo derecho eléctrico y también el izquierdo en las versiones más lujosas de los últimos años, u ordenador de a bordo opcional en los primeros GTI. Las versiones más básicas carecían de todos estos elementos.

## Mantenimiento
El BX, como Citroën con suspensión hidroneumática que era, tenía una cierta fama de vehículo complicado de mantener y reparar[cita requerida]. Esto no era así[cita requerida], porque los BX no daban mayores problemas. Únicamente requerían un poco de atención a las esferas de la suspensión hidroneumática y un control periódico del nivel de líquido hidroneumático o LHM[cita requerida]. También alguna vez hubo algún que otro problema eléctrico en los accesorios, tal como elevalunas, retrovisores o cierre centralizado, en las versiones que las llevasen.
Los motores más fiables son los gasolina 1.400 de 72 CV y los 1.900 GTi de 123 CV, y los diésel en cualquiera de sus versiones no turbo[cita requerida]. 
Las versiones con tracción total también requieren una inspección periódica en su sistema de transmisión.

## Competición
En el mundo de los rally el modelo tuvo 2 variantes homologadas. La primera fue el Citroën BX 4TC. En 1986 apareció el Citroën BX 4TC Black.
La segunda variante era solo para competir en rally de tierra denominado como Citroën BX 4TC EVO.

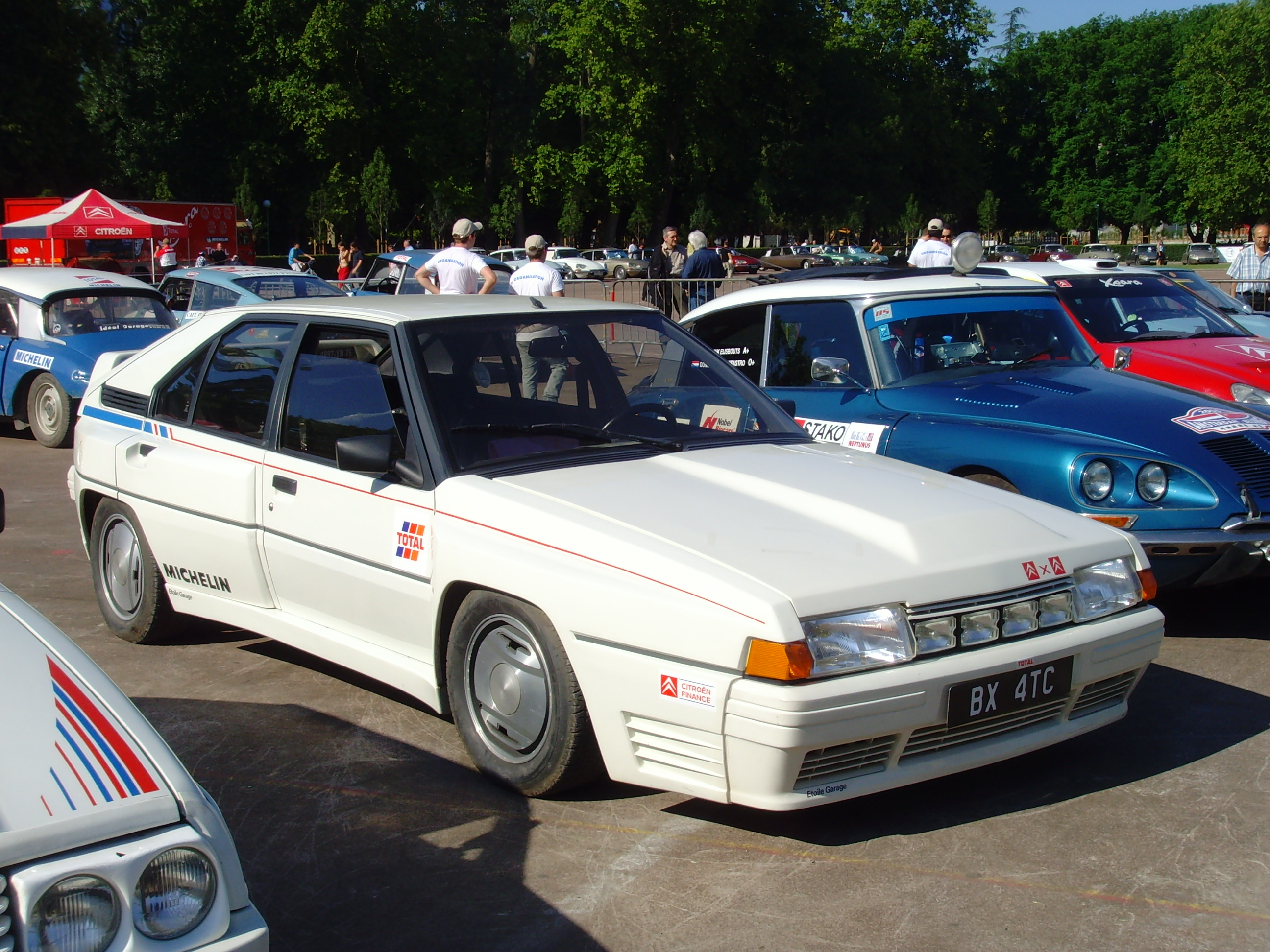
Citroën BX 4TC
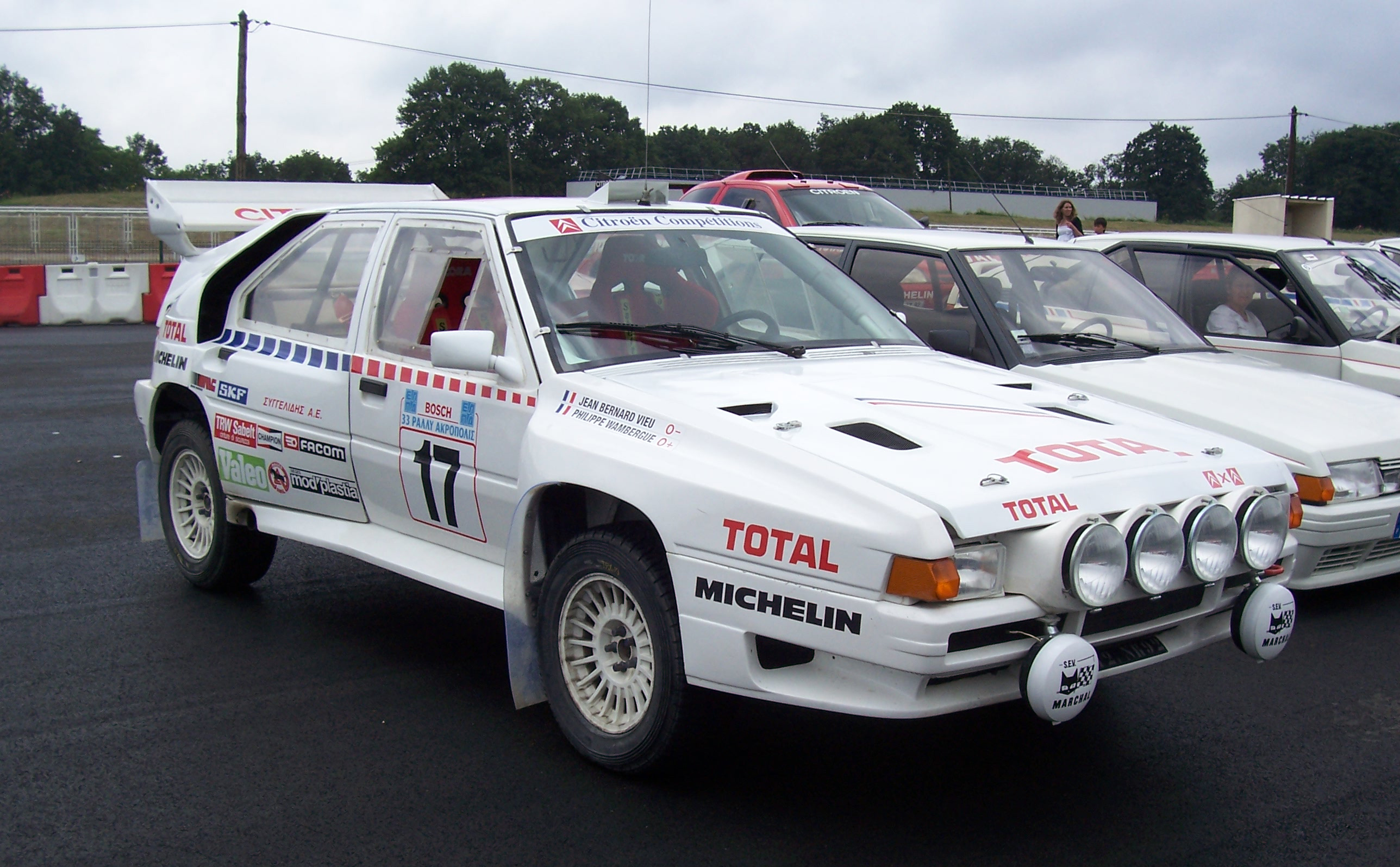
Citroën BX 4TC EVO.